# Spelaeobochica muchmorei
Spelaeobochica muchmorei är en spindeldjursart som beskrevs av Andrade och Volker Mahnert 2003. Spelaeobochica muchmorei ingår i släktet Spelaeobochica och familjen Bochicidae. Inga underarter finns listade i Catalogue of Life.